# Hrabstwo Monroe (Pensylwania)
Monroe – hrabstwo w stanie Pensylwania w USA. Według spisu z 2020 roku liczy 168,3 tys. mieszkańców. Siedzibą hrabstwa jest Stroudsburg.

## Sąsiednie hrabstwa
- Hrabstwo Wayne (północ)
- Hrabstwo Pike (północny wschód)
- Hrabstwo Sussex, New Jersey (północny wschód)
- Hrabstwo Warren, New Jersey (wschód)
- Hrabstwo Northampton (południe)
- Hrabstwo Carbon (zachód)
- Hrabstwo Luzerne (północny zachód)
- Hrabstwo Lackawanna (północny zachód)

## Demografia
W 2019 roku do największych grup należały osoby: czarnoskóre lub pochodzenia afroamerykańskiego (14,5%), niemieckiego (14,5%), irlandzkiego (12,6%), włoskiego (11,1%), portorykańskiego (9,3%), polskiego (6,6%), angielskiego (6,2%) i „amerykańskiego” (5,8%). 2,7% miało rasę mieszaną, 2,5% było pochodzenia francuskiego, a 2,4% azjatyckiego.

## Religia
W 2010 roku największą organizacją religijną w hrabstwie jest Kościół katolicki, który zrzesza 24,5% populacji hrabstwa. 18% było członkami różnorodnych kościołów protestanckich, w tym: zielonoświątkowców (5,7%), metodystów (3,6%), luteran (3,5%), kalwinów (1,7%), bezdenominacyjnych (1,7%) i wiele innych. 
Z innych religii obecni byli: hinduiści (0,8%), muzułmanie (0,48%), mormoni (0,47%), prawosławni (0,34%) i żydzi (0,22%). Świadkowie Jehowy posiadali 5 zborów. 